# Quản lý nội dung
Quản lý nội dung (tiếng Anh: content management, viết tắt CM) là tập các quy trình và kỹ thuật hỗ trợ việc thu thập, quản lý và xuất bản thông tin dưới bất kỳ dạng nào. Trong thời gian gần đây, thông tin đặc trưng cho nội dung kỹ thuật số. Thông tin kỹ thuật số có thể chứa các dạng văn bản như văn bản điện tử, tập tin đa phương tiện như audio và video hay bất cứ dạng tập tin nào theo sau vòng đời nội dung cần việc quản lý vòng đời.